# 空手道 (ゲーム)
『空手道』（からてどう）は、1984年6月にデータイーストから稼働されたアーケード用2D対戦型格闘ゲーム。日本国外では『Karate Champ』のタイトルで稼働された。現在はデータイーストのライセンスを取得したジー・モードが版権を持っている。
本格的に空手を題材にした、アーケードゲームとしては世界初の対戦格闘ゲーム。続編の『対戦空手道』とともに、対戦格闘というジャンルを新しく築いたヒット作品である。2本のレバー操作の組み合わせで20種類以上の空手技による攻撃と防御動作を繰り出し、修行ステージや対戦ステージを乗り越える。
後に『カラテチャンプ（KARATE CHAMP）』というタイトルで1985年に北米にてApple II、コモドール64、TRS-80に移植された他、1986年にはNintendo Entertainment Systemやディスクシステムに移植された。アーケード版はハムスターよりPlayStation 2の『オレたちゲーセン族』シリーズ、Wiiのバーチャルコンソールアーケード、PlayStation 4、Nintendo Switchのアーケードアーカイブスとして移植されている。本作のBGMには「スポーツ行進曲」（1953年）や「ああ人生に涙あり」（1969年）のメロディーが使用されている。PlayStation 2版ではこれらも再現されておりジャケットにはJASRACの許諾証紙が貼付されていたが、これ以外の移植作品では全て異なる曲に差し替えられている。
続編として、同年9月に『対戦空手道 青春美少女編』（たいせんからてどう せいしゅんびしょうじょへん）が稼働された。『対戦空手道』ではプレイヤー同士の対人戦要素が盛り込まれ、ヒロインのモモを奪い合うという内容。牛の替わりに二頭の猪が現れる等の細かな変更も行なわれている、(2020年の時点で)同作及び海外版『VS KARATE CHAMP』(バーサス カラテチャンプ)はダウンロード販売されていない。

## ゲーム内容

### システム
操作は4方向レバー2本で行う変則的なものとなっており、左レバーでキャラクターの移動、右レバーで攻撃を行うシステムとなっている。攻撃は左右レバーの組み合わせによって変化し、全部で15種類の技が存在する他、敵との距離によって技が変化する仕様となっており、後の対戦型格闘ゲームにおいてもこの仕様は引き継がれている。小技と大技の2種類が存在し、小技はヒットした時に「技あり」と判定され、大技は「一本」と判定される場合がある。先に30秒の試合時間中に試合を2本先取した方が勝利となり、「技あり」を2回取得する事で「一本」に該当するシステムとなっている。30秒で決着がつかなかった場合は判定となり、ポイントが多いほうが勝者となるが、同点の場合はプレイヤーの負けとなる。CPUのルーチンはどの段位でもほぼパターン化されているので、それに従えば比較的簡単に進む事が可能。
ステージ構成は「練習」、「組み手」、「ボーナスステージ」の3種類があり、「練習」はゲーム開始時のみで後は「組み手」、「ボーナスステージ」がループするものとなっており、2勝ごとに昇段していく。初段は道場での組手、2段以上は全国大会が舞台となる。ゲームの目的は最終段位である「名人」を目指す事であり、「一本」を取得すると得点が2倍になる事から、稼働当時には「いかに高得点の技を一本で取るか」というパターン化がプレイヤー間にて試された。
ボーナスステージは「鍛錬」と「試し割り」（各段の1勝目）、「牛殺し」（各段昇格時）の3種類が存在する。「鍛錬」は飛来する植木鉢などを破壊する内容となっており、「試し割り」は氷柱や瓦を割る内容となっている。「牛殺し」は2勝ごとの昇段時に「さあ牛だ!」との吹き出しが現れ、浜辺で牛と格闘する内容となっており、本作の稼働当時に話題となった。この「さあ牛だ!」という言葉は後に至るまで語り継がれており、同社から稼働されたアーケードゲーム『ファイターズヒストリーダイナマイト』（1994年）においては隠しボスとして牛が登場している。「牛殺し」では逆突きで倒すのが定番となっているが、上級者になると飛び蹴りで牛を倒しギャラリー湧かせることなどもあった。なお「牛殺し」に失敗しても昇段には影響しない。

### 技
カッコ内にコマンドを記す。なお、Nはレバーをニュートラルに戻すことを意味する。
上段追い突き（→・↑）
初段〜名人まで通じてメインとなる一本技、中距離から大きく踏み込むので大変使いやすい。一本1000点、技あり500点。なお相手との距離が近すぎると回し蹴りが出てしまう。
中段追い突き（→・→）
大きく踏み込む点は上段追い突きと同様でこれも大変使いやすい。技あり200点もしくは400点。なおこの技も相手との距離が近すぎると前蹴りに化ける。
飛び横蹴り（↑・→）
二段〜七段までのメイン技。二歩進んで飛び横蹴りのタイミングさえ覚えれば八段までは確実に進める。一本1000点、技あり500点。
しゃがんで逆突き（↓・↑）
パターンが崩れた時の最後の手段的な逆転技。そして牛殺しでは必須の技となる。一本800点、技あり400点。
ローキック（N・↓）
これは相手に当てるよりもフェイント的な要素の強い技。技あり100点もしくは200点。
後ろ回し蹴り（←・→）
名人戦での必須技。ローキックフェイント後に当てる技としては最も豪快かつ美しく決まる技。前方宙返りで相手の背面に回った後の技としても使える（その場合のコマンドは→・←）一本1000点、技あり500点。

## 移植版
| No. | タイトル                  | 発売日                                    | 対応機種                     | 開発元                 | 発売元                 | メディア                                        | 型式                             | 備考               |
| --- | ------------------------- | ----------------------------------------- | ---------------------------- | ---------------------- | ---------------------- | ----------------------------------------------- | -------------------------------- | ------------------ |
| 1   | Karate Champ              | 1985年                                    | Apple II コモドール64 TRS-80 | Barkeley Software      | データイースト         | フロッピーディスク                              | -                                |                    |
| 2   | カラテチャンプ            | 1986年11月 1988年7月22日                  | NES ディスクシステム         | データイースト 酒田SAS | データイースト         | ロムカセット ディスクカード両面                 | NES-KC-USA DFC-KAR               |                    |
| 3   | オレたちゲーセン族 空手道 | 2005年7月21日                             | PlayStation 2                | ハムスター             | ハムスター             | DVD-ROM                                         | SLPM-62628                       | アーケード版の移植 |
| 4   | 空手道                    | 2010年3月16日                             | Wii                          |                        | ハムスター             | ダウンロード （バーチャルコンソールアーケード） | -                                | アーケード版の移植 |
| 5   | Karate Champ              | 2010年5月20日                             | iPhone iPad （iOS）          |                        | Revolutionary Concepts | ダウンロード                                    | 335387077                        | アーケード版の移植 |
| 6   | Karate Champ XL           | 2010年8月24日                             | iPhone iPad （iOS）          |                        | Revolutionary Concepts | ダウンロード                                    | 385462349                        | アーケード版の移植 |
| 7   | 空手道                    | 2014年10月9日 2015年7月28日 2015年9月29日 | PlayStation 4                |                        | ハムスター             | ダウンロード （アーケードアーカイブス）         | CUSA-01328 CUSA-02970 CUSA-02942 | アーケード版の移植 |
| 8   | 空手道                    | 2019年10月3日                             | Nintendo Switch              | ハムスター             | ハムスター             | ダウンロード （アーケードアーカイブス）         | -                                | アーケード版の移植 |

## 反響

### 評価
アーケード版
- ゲーメストムック『ザ・ベストゲーム2』（1998年）においてライターのスーは、若者が空手道場で鍛錬した後に全国大会を目指すというストーリーに関して「なんとも分かりやすいストーリーで、飽きを来させないものに仕上げている」と称賛し、ゲームスタート時に初心者用の練習モードがある事に関しても親切設計であると称賛した[1]。また、本作が劇画『空手バカ一代』（1971年 - 1977年）を彷彿させると主張した[1]。

ファミリーコンピュータ版
- ゲーム誌『ファミコン通信』の「クロスレビュー」では合計21点（満40点）となっている[11]。
- ゲーム誌『ファミリーコンピュータMagazine』の読者投票による「ゲーム通信簿」での評価は以下の通りとなっており、11.70点（満25点）となっている[14]。また、同雑誌1991年5月24日号特別付録の「ファミコンディスクカード オールカタログ」では、本作を「とってもベーシックな空手ゲーム」と位置付けており、発売当時にほとんど話題にならなかった事を指摘した上で「やり込んでみると妙に味があり、クセになってしまうだろう」と肯定的に評価した[14]。

| 項目 | キャラクタ | 音楽 | 操作性 | 熱中度 | お買得度 | オリジナリティ | 総合  |
| 得点 | 2.40       | 2.20 | 2.30   | 2.40   | -        | 2.40           | 11.70 |
- ゲーム誌『ユーゲー』では、アーケード版が4方向レバーを2本使用する特殊な操作系であった事を指摘した上で、「FCの少ないボタンで巧みにカバー」していると肯定的に評価した[15]。またステージの種類が増えた事に関して「崖の上や荒野、裏路地でストリートファイトと、無駄にケレン味タップリ」と表現し、ゲーム性に関しては「妙な当たり判定もあり、一撃の重みによる緊迫感は手に汗を握ってしまうこと必死だ」と称賛した[15]。

### 訴訟
- 1988年にデータイーストUSA社は、自社の『Karate Champ』とよく似た『International Karate』（1985年）というゲームを販売していたEpyx社を著作権侵害であるとして訴えた。アメリカ合衆国連邦裁判所は「カラテを題材としたゲームはそのアイディアと表現が不可分であり、どうしてもその表現が似たものとなってしまうため、『International Karate』が『Karate Champ』の著作権を侵害しているとは必ずしも言えない」としてデータイーストの訴えを退けた。この裁判は、アメリカにおけるゲームのルック・アンド・フィールに関する初の訴訟として重要な判例とされている。
- 1994年にカプコンは、自社の『ストリートファイターII』（1991年）とよく似た『ファイターズヒストリー』（1993年）というゲームを販売していたデータイースト社を著作権侵害であるとして訴えた。対して、データイースト社は「自社の『対戦空手道 美少女青春編』こそが対戦格闘ゲームの元祖であり、むしろ『ストリートファイターII』が自社の著作権を侵害している」と主張してカプコンの訴えを退けた。なお、対戦型格闘ゲームの先駆け的存在としては、本作を始めとして、ブローダーバンドの『カラテカ』（1984年6月）、任天堂の『アーバンチャンピオン』（1984年11月）、アイレムの『スパルタンX』（1984年12月）、コナミの『イー・アル・カンフー』（1985年1月）等がある。

## 関連作品
- 対戦空手道 青春美少女編（1984年）

直接的な続編。副題の意味は、ゲーム中のキャラクターが「モモちゃん」という美少女を巡って対戦しているため。
- チャンバラ（1985年）

本作と同じく4方向レバーを2本使用するアーケードゲーム。